# جو سوسک
جو سوسک (انگلیسی: Joe Cockroft; ۲۰ ژوئن ۱۹۱۱ – ۸ فوریه ۱۹۹۴ (۸۲ ساله)) بازیکن فوتبال اهل بریتانیا بود.
از باشگاه‌هایی که در آن بازی کرده‌است می‌توان به باشگاه فوتبال شفیلد ونزدی، باشگاه فوتبال دارتفورد، باشگاه فوتبال روترهام یونایتد، باشگاه فوتبال شفیلد یونایتد، باشگاه فوتبال گینزبورو ترینیتی، باشگاه فوتبال وستهام یونایتد، و باشگاه فوتبال ویسبچ اشاره کرد.